# Peru
 For alternative betydninger, se Peru (flertydig). (Se også artikler, som begynder med Peru)
Peru (spansk: Perú; quechua og aymara: Piruw), officielt Republikken Peru (spansk: República del Perú), er et land i det vestlige Sydamerika. Det grænser op til Ecuador og Colombia mod nord, Brasilien mod øst, Bolivia mod sydøst, Chile mod syd og Stillehavet mod vest. Peru er et af kun 17 lande, der har en ekstremt høj grad af naturlig biodiversitet, og de zoologiske habitater og botaniske levesteder strækker sig fra Stillehavsregionens tørre sletter i vest til det tropiske Amazonbassin i øst. Andesbjergene strækker sig fra nord til sydøst.
Peru var i føreuropæisk tid hjemsted for adskillige store kulturer. Disse kulturer omfattede bl.a. Norte Chico-civilisationen i det 32. århundrede f.Kr., som er den ældst kendte civilisation i Sydamerika, og Inkariget, der var det største og mest sofistikerede rige i det præcolumbianske Amerika. Det Spanske Imperium erobrede området i det 16. århundrede og etablerede et vicekongedømme, som omfattede det meste af rigets sydamerikanske kolonier. Peru erklærede sig i 1821 for uafhængigt, og efter en lang række militære kampagner anført af José de San Martín og Simón Bolívar, lykkedes det i 1824 med Slaget ved Ayacucho at løsrive sig fra spansk overherredømme. I årene efter uafhængigheden oplevede det unge land en periode med økonomisk og politisk stabilitet, men den endte brat med Salpeterkrigen mod Chile. Det 20. århundredes Peru var generelt præget af territorialstridigheder, kup og social uro, selvom der også var kortvarige perioder med stabilitet og økonomiske opsving.
Peru er en repræsentativ, demokratisk republik inddelt i 25 regioner. Det er et uland med en arbejdsløshed på 25,8 %. Landets økonomiske aktiviteter omfatter minedrift, fabrikation, landbrug og fiskeri. Peru er medlem af de såkaldte Pacific Pumas, der er en politisk og økonomisk gruppe af lande langs Latinamerikas Stillehavskyst, der alle oplever en positiv vækst med åbenhed over for global integration. Peru er aktivt medlem af Asia-Pacific Economic Cooperation (APEC). Peru regnes for en mellemmagt.
Den peruvianske befolkning, der er anslået til 31,2 millioner (2015), er multietnisk og består af indfødte folk, europæere, afrikanere og asiater. Spansk er det mest udbredte sprog, selv om et betydeligt antal peruanere taler quechua og andre indfødte sprog. Denne blanding af kulturelle traditioner har resulteret i en bred variation af udtryk inden for områder såsom kunst, mad, litteratur og musik.

## Etymologi
Ordet Peru er hentet fra Birú, navnet på en lokal hersker, som levede nær San Miguel bugten i Panama i det 16. århundrede. Da hans besiddelser blev opdaget af spanske opdagelsesrejsende i 1522, var de i den sydligste del af Den Nye Verden, som europæerne kendte. Da Francisco Pizarro udforskede områderne længere mod syd, betegnedes de som Birú eller Peru. Det spanske imperium gav navnet legal status i 1529, og efter sammenstødet med Inkariget blev dettes område benævnt Peru. Under det spanske styre indførtes betegnelsen Vicekongedømmet i Peru, hvilket blev til Republikken Peru efter uafhængigheden.

## Historie

### Forhistorie
De tidligste beviser på menneskelig tilstedeværelse dateres til omtrent 11.000 år f.Kr. De ældst kendte komplekssamfund i Peru, Norte Chico-civilisationen, levede langs Stillehavskysten mellem 3000 og 1800 f.Kr. Disse tidlige udviklinger blev efterfulgt af arkæologiske kulturer som Chavín, Paracas, Moche, Nazca, Wari og Chimú. I det 15. århundrede opstod inkaerne som en stærk stat, der holdt sig over et århundrede og udgjorde det største rige i præcolumbiansk Amerika. Andiske samfund blev basis på landbrug, brugte teknikker som kunstvanding og terrasse; landbrug af kameler og lamaer, og fiskeri var også vigtigt. Organiseringen handlede om gensidighed og fordeling, da disse samfund ikke kendte til marked eller penge.

### Koloni
I 1532 besejrede en gruppe conquistadorer ledet af Francisco Pizarro Inkarigets kejser Atahualpa og pålagde det spanske styre. Ti år senere etablerede Det spanske imperium Vicekongedømmet i Peru, som omfattede det meste af landets sydamerikanske kolonier. Vicekongen Francisco de Toledo reorganiserede landet i 1570'erne med minedrift af sølv som den vigtigste aktivitet og tvungne indfødte som den primære arbejdskraft.
Det spanske imperiums peruanske indtægt af guld og sølv forsynede et netværkshandel, der strakte sig langt ud til Europa og Filippinerne. I det 18. århundrede stoppede sølvproduktionen, og en stor økonomisk forandring mindskede den kongelige indtægt. Imperiet svarede igen ved at vedtage Bourbon-reformerne, en serie edikter, som øgede skatter og delte Vicekongedømmet i Peru. De nye love provokerede Túpac Amaru II's opstand og andre oprørere, som alle blev besejret.

### Republik
I starten af det 19. århundrede, hvor det meste af Sydamerika var involveret i uafhængighedskrige, fik Peru en kongelig fæstning. Mens eliten vaklede mellem frigørelse og loyalitet til den spanske monark, kom uafhængigheden efter José de San Martíns og Simón Bolívars militære kampagner. I løbet af republikkens tidlige år, var der endemiske kampe for styrke mellem militærledere, som skabte ustabilitet. En national identitet blev skabt i løbet af denne periode, hvor bolivianske projekter for Latinamerikansk Konføderation blev grundlagt, og en union med Bolivia, der varede i en kort tid. Mellem 1840'erne og 1860'erne havde Peru stabilitet under præsident Ramón Castilla, der forøgede statsindtægterne fra eksport af guano. Dog blev disse resurser forødede i 1870'erne, hvor landet var i gæld, og politiske kampe igen startede.
Peru blev besejret af Chile i Salpeterkrigen i 1879–1883 og mistede departementet Tarapacá og provinserne Arica og Tacna i Ancón-traktaten. Peru fik dog Tacna tilbage i 1929 med Lima-traktaten. Interne kampe efter krigen blev fulgt af en periode med stabilitet under Partido Civil, hvilket varede indtil Augusto B. Leguías regime. Depressionen var skyld i Leguías fald, fornyede politisk uro, og partiet Alianza Popular Revolucionaria Americanas fremkomst. Striden mellem denne organisation og elitens koalition og militæret påvirkede den peruanske politik i de følgende tre årtier.
I 1968 planlagde væbnede styrker ledet af general Juan Velasco Alvarado et kup, der afsatte præsident Fernando Belaunde. Det nye regime foretog radikale reformer med mål at fostre udvikling, men det mislykkedes. I 1975 erstattede Velasco general Francisco Morales Bermúdez, der lamslog reformerne og overså demokratiets genoprettelse. I løbet af 1980'erne fik Peru en betydelig gæld til udlandet, en inflation, der fortsatte med at vokse og en massiv politisk vold. Under præsident Alberto Fujimori (1990-2000) begyndte landet at genoprette sig, selv om der rejste beskyldninger mod magt, korruption og vold mod mennesker, tvang Fujimori til at træde tilbage i 2000. Siden slutningen på Fujimoris regime, har Peru prøvet at bekæmpe korruption og prøvet at opretholde økonomisk vækst under den nuværende præsident Alan García.

## Politik

### System
Peru er en repræsentativt demokratisk republik med et flerpartisystem. Under den nuværende forfatning er præsidenten statsoverhoved og regeringschef; han eller hun bliver valgt i en periode på fire år og kan ikke genvælges med det samme. Præsidenten udpeger premierministeren og, med sit råd, resten af ministerrådet. Der er et étkammersystem med 120 medlemmer valgt i en periode på fem år. Lovforslag kan foreslås af enten den udøvende eller lovgivende magt; lovene bliver vedtaget efter at komme igennem kongressen og blive promulgeret af præsidenten. Domstolene er selvstændige, selv om politisk intervention i retslige sager er blevet almindelige hele vejen gennem historien og fortsættende diskussioner i dag.

### Regering
Den peruanske regering vælges direkte, og det er obligatorisk for borgere i alderen 18 til 70 at stemme. Præsidentvalget i 2006 sluttede med sejr i anden valgrunde for Alan García fra Alianza Popular Revolucionaria Americana (52,6% af mulige stemmer) over Ollanta Humala fra Unión por el Perú (47,4%).
Præsidentvalget i 2011 sluttede med sejr i anden valgrunde for Ollanta Humala fra Gana Perú (52,6% af mulige stemmer) over Keiko Fujimori fra Alianza por el Futuro, og valget i 2016 gav sejr i anden valgrunde for Pedro Pablo Kuczynski fra Peruanos Por el Kambio (50,1% af tilladte stemmer) over Keiko Fujimori fra Fuerza Popular. Kuczynski trak sig tilbage fra præsidentposten i 2018 og blev afløst af vicepræsident Martín Vizcarra.
Kongressen er i øjeblikket sammensat af Fuerza Popular (59 sæder), Peruanos Por el Kambio (17 sæder), Frente Amplio (10 sæder) Nuevo Perú (10 sæder), Alianza para el Progreso (8 sæder), Acción Popular (5 sæder), Partido Aprista (5 sæder) samt 12 løsgængere.

### Udenrigspolitik
Perus udenrigsrelationer er blevet domineret af grænsekrige med nabolande, hvilket startede i løbet af det 20. århundrede. Der er stadig en igangværende strid med Chile over søfartsgrænser i Stillehavet. Peru er et aktivt medlem af adskillige regionale blokke og en af grundlæggerne af Den Andiske Sammenslutning. Landet er en deltager i internationale organisationer som Organisationen af Amerikanske Stater og Forenede Nationer. Det peruanske militær er sammensat af en hær, en flåde og et luftvåben; dets primære mission er at beskytte uafhængigheden, suveræniteten og landets territoriale integritet. De bevæbnede styrker er underordnet forsvarsministeriet og præsidentens øverstkommanderende. Landets værnepligt blev ophævet og erstattet af et frivilligt militær.

## Regioner
Peru er inddelt i 25 regioner og provinsen Lima. Hver region har en valgt regering sammensat af en præsident og et råd, der vælges hvert 4. år. Disse regeringer planlægger regional udvikling, udfører offentlige investeringprojekter, fremmer økonomiske aktiviteter og håndterer det sociale område. Provinsen Lima bliver administreret af et byråd.

Regioner:
| - Amazonas - Ancash - Apurímac - Arequipa - Ayacucho - Cajamarca - Callao - Cusco - Huancavelica - Huánuco - Ica - Junín - La Libertad | - Lambayeque - Lima - Loreto - Madre de Dios - Moquegua - Pasco - Piura - Puno - San Martín - Tacna - Tumbes - Ucayali - Lima Metropolitana |  |

Provins:
- Lima

## Geografi
Peru dækker et areal på 1.285.220 km², der udgør omtrent ⅔ af Mexicos størrelse. Landet grænser op til Ecuador og Colombia mod nord, Brasilien mod øst, Bolivia mod sydøst, Chile mod syd og Stillehavet mod vest.
Andesbjergene løber parallelt med Stillehavet og inddeler landet i tre geografiske regioner. Costa'en (kysten), mod vest, er et tyndt område, for det meste udtørret bortset fra dale, som er skabt af sæsonmæssige floder. Sierra'en (bjergene) er Andesbjergenes område; med Altiplano-plateauet som landets højeste punkt, den 6,768 m Huascarán. den tredje region er selva'en (junglen), et udbredt fladt terræn dækket af Amazonregnskoven, der strækker sig ud mod øst. Næsten 60% af landets areal er beliggende i denne region.

### Floder
De fleste peruanske floder udspringer i Andesbjergene og flyder ind i en af de tre regioner. De, som flyder nær Stillehavet er stejle og korte og strømmer kun ind imellem. Amazonflodens bifloder er længere, har større vandføring og har ikke så stejle fald, når de forlader sierra'en. Floder, som flyder ind i Titicaca-søen, er generelt korte og har en stor vandføring. Perus længste floder er Ucayali, Marañón, Içá, Yavarí, Huallaga, Urubamba, Mantaro og Amazon.

### Klima
Peru har, i modsætning til andre ækvatoriale lande, ikke et udelukkende tropisk klima, Andesbjergenes indflydelse og Humboldtstrømmen er årsag til stor variation af klimaet i landet. Costa'en har moderate temperaturer, lidt nedbør og høj fugtighed, bortset fra de varmere og vådere nordlige stræk. I sierra'en er regn hyppigt om sommeren, og temperaturen og fugtigheden reduceres med højden op til de frosne bjergtoppe i Andesbjergene.
Selva'en karakteriseres af meget nedbør og høje temperaturer, bortset fra de sydligste dele, der har kolde vintre og sæsonmæssig nedbør. På grund af den varierende geografi og klima har Peru en høj biodiversitet; 21.462 arter af planter og dyr er blevet dokumenteret i 2003, 5.855 af dem endemiske. Regeringen har etableret adskillige beskyttede områder til deres bevarelse.

## Økonomi
Peru er et uland med et HDI-index på 0,773 fra 2005. Indbyggerindkomsten var på US$ 3.374; 39,3% af den totale befolkning er fattig, med 13,7% som ekstremt fattige. Historisk set har landets økonomi været bundet til eksport, hvilket sørgede for stærk valuta til finansimport og gæld i udlandet. Selvom eksporten har skaffet betydelig indtægt, har selvforsynende vækst og en større økonomisk lighed vist sig at være svært opnåelig.
Perus økonomiske politik har varieret bredt over de tidligere årtier. Juan Velasco Alvarados 1968-1975-regering introducerede radikale reformer, hvilket bestod af landbrugsreformer, udenlandske aktieselskabers ekspropriation, introduktionen af et økonomisk planlægningssystem og skabelsen af en stor statsejet sektor. Disse mål fik ikke en indkommende fordeling og gjorde ikke en ende på den økonomiske afhængighed af udviklingsnationer. På trods af disse modsatte resultater blev de fleste reformer ikke reserveret indtil 1990'erne, da Alberto Fujimoris liberaliserende regering sluttede af med priskontroller, protektionisme, restriktioner af udenlandske direkte investeringer og primært statsejerskab af selskaber. Reformerne har tilladt støttet økonomisk vækst siden 1993, bortset fra en økonomisk krise efter Asienkrisen i 1997.
Turismen i Peru udgør den tredjestørste industri efter fiskeri og minedrift og domineres af de spanske kolonisters arkitektur i Lima og Inkarigets stenværker i Cuzco. Machu Picchu, som har op til 2.500 besøgende hver dag, er med i Verdensarvslisten, inkluderet Nazca-linjerne, byen Cusco og 7 andre. Peru modtog i 2007 den tredjestørste mængde turister i Sydamerika, efter Brasilien og Argentina. Turisme er den hurtigstvoksende industri i Peru, er årligt vokset med 25% de sidste 5 år.
Tertiære erhverv tæller for 53% af den peruanske BNI, efterfulgt af sekundære erhverv (22,3%), primære erhverv (15%) og skatter (9,7%). Den nuværende økonomiske vækst er blevet forsynet af makroøkonomisk stabilitet, har forbedret bytteforhold og holdt investering og forbrug. Det forventes, at handelen vokser yderligere efter gennemførelsen af en frihandelsaftale med USA, hvilket blev aftalt 12. april 2006. Perus hovedeksporter er kobber, guld, zink, tekstiler og fiskekød; hovedpartnerne er USA, Kina, Brasilien og Chile.

### Infrastruktur
Perus vejnet har en længde på 78.829 km, heraf 276 km motorvej, og vejene er af lav kvalitet. Den mest betydningsfulde vej er Pan American Highway, som går fra Ecuador til Chile. Pr. 2007 har Peru 237 lufthavne, hvor Jorge Chávez International Airport, beliggende i Callao, står for de fleste internationale flyvninger. Peru har 1.989 km jernbane, 8.808 km vandvej, én helikopterplads og en handelsflåde på 6 skibe. Landets telefonservice er af tilstrækkelig kvalitet, og landet havde i 1997 13 tv-stationer, plus 112 repeatere. Telefonforbruget i landet har oplevet en stigning fra starten af 1990'erne til 2000'erne, især pga. det store forbrug af mobiltelefoner. I 2006 havde 79% af befolkningen i Peru adgang til elektricitet. Perus byelektrificering regnes for en af de laveste i Latinamerika. Dækningen i de fattige byområder er omkring 30% og regeringen har genoptaget sit forsøg i at forøge dækningen fra 30% til 75% i 2013.

## Demografi
Med over 28 millioner indbyggere, er Peru det 4. mest befolkede land i Sydamerika i 2007. Den demografiske vækst faldt fra 2,6% til 1,6% mellem 1950 og 2000; det forventes, at befolkningen når omtrent 42 millioner i 2050. I 2005 levede 72,6% i byområder og 27,4% i landområder. De største byer er Lima, Arequipa, Trujillo, Chiclayo, Piura, Iquitos, Chimbote, Cusco og Huancayo, som alle meldte mere end 200.000 indbyggere i 1993. Kinesere ankom i 1850'erne som en erstatning for slavearbejdere og er siden blevet en hovedbestanddel i det peruanske samfund.
Peru er en multietnisk nation dannet af en kombination af forskellige grupper gennem fem århundreder. De indfødte beboede det peruanske territorium i adskillige årtusinder før Inkarigets fald i det 16. århundrede, som hovedsageligt skyldtes infektionssygdomme, hvor befolkningen blev formindsket fra anslået 9 millioner i 1520'erne til omkring 600.000 i 1620. Spaniere og afrikanere ankom i et stort tal under det koloniale styre, blandede sig med hinanden og med de indfødte. Efter uafhængigheden har der været et gradvist stigende antal europæere immigreret fra England, Frankrig, Tyskland, Italien og Spanien. Andre immigrantgrupper er arabere og japanere. 88,9% kunne i 2005 læse og skrive, denne placering er lavere i landområder (76,1%) end i byområder (94,8%). Det er skolepligt at gå i en fri grundskole og et gymnasium, mens det er gratis at gå i en offentlig skole.

### Sprog og religion
Spansk, som tales af 80,3% af peruanere i 5-årsalderen eller ældre i 1993, er det primære sprog i landet. Det eksisterer sammen med adskillige indfødte sprog, hvor det vigtigste er quechua, talt af 16,5% af befolkningen i 1993. Andre indfødte sprog og fremmedsprog blev talt af 3% og 0,2% af peruanerne. Tal fra 2006 viste, at 85% var katolikker, 11% var protestanter og de resterende 4% var adventister, mormoner, Jehovas vidner og jøder.

## Kultur
Den peruanske kultur har primært sine rødder i indfødte og spanske traditioner, selv om adskillige afrikanske, asiatiske og europæiske grupper også har haft indflydelse på den.

### Kunst
De peruanske kunstneriske traditioner dateres tilbage til forarbejdede lervarer, tekstiler, smykker og skulpturer af Inkarigets kulturer. Inkaerne opretholdte disse og lavede arkitektoniske værker, inkluderet konstruktionen af Machu Picchu. Barokken dominerede kolonial kunst, som dog blev modificeret af indfødte traditioner. Gennem denne periode fokuserede det meste af kunsten på religiøse emner, æraens utallige kirker og malerierne af Cuzco-skolen er repræsentative. Kunsten gik i stå efter uafhængigheden indtil opdukken af Indigenismo i starten af det 20. århundrede. Siden 1950'erne har peruansk kunst været eklektisk og formet af både fremmed og lokal kunst.

### Mad
Den peruanske madlavning er en blanding af indfødt og spansk mad med stærk indflydelse fra afrikansk, arabisk, italiensk, kinesisk og japansk madlavning. Almindelige retter er anticuchos, ceviche, humitas og pachamanca. Der er ligeledes tale om et fusionskøkken, hvor blandt andet den japanske indflydelse på det peruanske køkken er markant – ceviche er bl.a. resultatet af denne fusion. Der findes desuden et bredt udvalg af eksempelvis sushi-restauranter, hvor makiroller, sashimi og sushi har sit udspring i de peruanske krydderier, fisk, grøntsager og frugter – et eksempel på denne herlige fusion er den lille restaurantkæde . På grund af variateten af klima i Peru er en lang række planter og dyr tilgængelige for madlavning. Peruansk madlavning har i den senere tid fået hyldest for sin variation af ingredienser og teknikker.

### Musik
Den peruanske musik har andiske, spanske og afrikanske rødder. Tidligere varierede musikalske udtryk fra region til region, quena'en og tinya'en var to almindelige musikinstrumenter. Den spanske erobring bragte introduktionen af nye musikinstrumenter som guitaren og harpen med sig, såvel som udviklingen af musikinstrumenter som charango'en. Afrikanske bidrag til peruansk musik er rytmer og cajón'en, et slaginstrument. Peruanske folkedanse består af marinera, tondero, danza de tijeras og huayno.

### Dyreliv
I Peru er dyrelivet meget rigt og fabelagtigt. Der findes mange dyr, som ikke findes (frit) i Europa.
Det mest kendte pattedyr er lamaen, som der findes to slags af: En almindelig lama og en alpaca lama.
Begge lamaerne bruges i Peru til hårdt arbejde, mad og uld.
I Peru er der også mange fuglearter og insekter.